# La Mordidita
La Mordidita – piosenka z pogranicza salsy, cumbii i reggaetonu stworzona na dziesiąty album studyjny amerykańsko-portorykańskiego piosenkarza Ricky'ego Martina pt. A Quien Quiera Escuchar (2015). Powstała przy gościnnym udziale wokalisty i aktora Yotuela Romero oraz wyprodukowana przez Romero i Antonio Rayo kompozycja wydana została jako trzeci singel promujący album dnia 21 kwietnia 2015. Utwór został napisany przez Martina, Romero, Dona Omara, Pedro Capó, José Gómeza oraz Beatriz Luengo. Opowiada o silnym uczuciu pożądania drugiej osoby. Produkcja piosenki oraz jej multigatunkowość zyskały uznanie wśród krytyków muzycznych. Nagranie nominowano do wielu nagród przemysłu fonograficznego, głównie zorientowanych na muzyce latynoskiej. Na przełomie lat 2015−2016 singel wszedł na listy przebojów w ośmiu krajach świata, na Dominikanie, w Hiszpanii i Wenezueli plasując się w Top 10 oficjalnych notowań. W Hiszpanii wyróżniony został statusem podwójnej platyny przez organizację PROMUSICAE.
Nagranie uzyskało w Polsce certyfikat złotej płyty.
Singel promowany był przez wideoklip w reżyserii Simóna Branda. Klip zebrał pozytywne recenzje, a w 2016 został nagrodzony statuetką Premio Lo Nuestro w kategorii najlepszy teledysk. "La Mordidita" wykonywany był przez Martina podczas licznych programów telewizyjnych i ceremonii muzycznych; w latach 2015−2017 był też częścią trasy koncertowej One World Tour.

## Informacje o utworze
Autorami piosenki są Ricky Martin, Pedro Capó, Don Omar, José Gómez, Yotuel Romero i Beatriz Luengo, a jej producentami − Antonio Rayo i Romero (obecny także na featuringu). Trwający trzy minuty i trzydzieści jeden sekund utwór nagrany został w 2014 roku. Dla Martina współpraca z pochodzącym z Kuby Yotuelem Romero znaczyła bardzo wiele; wokalista określił Romero jako "swojego kubańskiego brata, wielkiego producenta i autora, artystę wartego podziwu i poszanowania". Samą kompozycję uznał Martin za "kokieteryjną, imprezową, energetyczną, mającą odzwierciedlać jedność kulturową". "La Mordidita" jest taneczną piosenką z pogranicza salsy, cumbii i reggaetonu. Według współpracującego z portalem Yahoo! Allana Raible'a, "utwór napędzany jest muzyką flamenco, zawiera też wpływy współczesnego electro i EDM". Dziennikarz Marcus Floyd porównał "La Mordiditę" do wielu innych pozycji z dyskografii Martina, ze względu na osobniczny, "latynosko-imprezowy nastrój". Dzięki swemu rytmowi oraz wykorzystaniu charakterystycznych instrumentów muzycznych "La Mordidita" wpisuje się w stylistykę latin popu; czerpie też z muzyki afrykańskiej. Łącznik piosenki opiera się na skandowaniu piłkarskim. Yotuel Romero ma krótką wstawkę raperską. Tekst utworu opowiada o silnym uczuciu pożądania drugiej osoby.

## Wydanie
Premiera singla odbyła się 21 kwietnia 2015 roku w systemie digital download. Także w sprzedaży cyfrowej wydano dwa remiksy utworu. Pierwszy, autorstwa hiszpańskiego DJ-a Briana Crossa, miał premierę kilka tygodni później, 2 czerwca. Drugi ("Urban Remix", stworzony przez duet Zion & Lennox) wydano 17 lipca.

## Odbiór

### Krytyka
Wśród opinii krytyków muzycznych, recenzujących nagranie, dominowały głosy pozytywne. Według dziennikarza współpracującego z witryną zumba.com, "już przy pierwszym bicie piosenki 'La Mordidita' biodra same rwą się do tańca". Jessica Lucia Roiz (Latin Times) okrzyknęła piosenkę jako "seksowną", "zabawną" i "uzależniającą". Marcus Floyd (Renowned for Sound) określił utwór jako "intensywny" i chwalił jego podobieństwo do poprzednich hitów Martina. Allan Raible (Yahoo!) pozytywnie ocenił kumulację różnych gatunków muzycznych, na jaką zdecydowano się nagrywając piosenkę.

### Pozycje na listach przebojów
| Kraj              | Notowanie (2015−2016)  | Wydawca         | Najwyższa pozycja |
| ----------------- | ---------------------- | --------------- | ----------------- |
| Chile             | Pop Chart              | Monitor Latino  | 6                 |
| Dominikana        | Official Singles Chart | Monitor Latino  | 1                 |
| Francja           | Top Singles & Titres   | SNEP            | 159               |
| Hiszpania         | Top 50 Singles         | PROMUSICAE      | 3                 |
| Meksyk            | Mexico Airplay         | Billboard       | 48                |
| Meksyk            | Mexico Espanol Airplay | Billboard       | 13                |
| Stany Zjednoczone | Hot Latin Songs        | Billboard       | 6                 |
| Stany Zjednoczone | Latin Pop Songs        | Billboard       | 1                 |
| Stany Zjednoczone | Tropical Airplay       | Billboard       | 26                |
| Wenezuela         | Top 100 Singles        | National-Report | 1                 |
| Włochy            | Top 50 Singles         | FIMI            | 68                |